# ریچارد ویلیامز (مربی تنیس)
 ریچارد ویلیامز (انگلیسی: Richard Williams؛ زاده ۱۶ فوریهٔ ۱۹۴۲) یک تنیس‌باز اهل ایالات متحده آمریکا است. 